# Кутькин
Кутькин (устар. Кутькина) — река в России, протекает по Башкортостану. Устье реки находится в 26 км по левому берегу реки Бирь. Длина реки составляет 12 км.

## Данные водного реестра
По данным государственного водного реестра России относится к Камскому бассейновому округу, водохозяйственный участок реки — Белая от города Бирск и до устья, речной подбассейн реки — Белая. Речной бассейн реки — Кама.
Код объекта в государственном водном реестре — 10010201612111100025476.